# Rock Hall (Maryland)
Rock Hall es un pueblo ubicado en el condado de Kent en el estado estadounidense de Maryland. En el año 2010 tenía una población de 1310 habitantes y una densidad poblacional de 327,5 personas por km².

## Geografía
Rock Hall se encuentra ubicado en las coordenadas 39°8′12″N 76°14′31″O / 39.13667, -76.24194.

## Demografía
Según la Oficina del Censo en 2000 los ingresos medios por hogar en la localidad eran de $32.833 y los ingresos medios por familia eran $38.672. Los hombres tenían unos ingresos medios de $29.375 frente a los $21.429 para las mujeres. La renta per cápita para la localidad era de $20.521. Alrededor del 13,2.0% de la población estaba por debajo del umbral de pobreza.